# Mílové právo
Mílové právo bylo jedno ze středověkých městských privilegií, jehož cílem bylo chránit městské podnikání. Stejně jako ostatní městská práva je udílel panovník v případě královských měst, či majitel, pokud šlo o město poddanské.

## Charakteristika
Toto právo zaručovalo monopol řemeslníků sdružených v cechu na provozování a prodej svých výrobků či služeb (např. pohostinství) nejen uvnitř městských hradeb, ale také v okruhu přibližně jedné míle kolem města, přičemž vzdálenost se počítala od městských příkopů. Tato vzdálenost venkovanům umožňovala absolvovat cestu na městský trh a zpět během jednoho dne. Na českém území je nejstarší mílové právo známé z roku 1224, kdy ho král Přemysl Otakar I. udělil Opavě. Z českých měst získala mílové právo jako první Polička.

## Historie
Nejstarší mílová práva byla zaměřena proti venkovským krčmám a na konci třináctého století začala zahrnovat také zákazy vaření piva, a postupně docházelo k rozšiřování embarga na další vesnické služby a řemesla. K rozsáhlému šíření mílového práva docházelo až v době vlády Lucemburků. Odhaduje se, že okolo roku 1300 tvořily mílovým právem chráněné obvody přibližně třetinu území českého státu. Zákazy venkovské výroby směřovaly k potlačení konkurence, která by mohla poškozovat výrobu ve městech. Vzhledem k potřebě řemeslnické práce na venkově však některá privilegia obsahovala výjimky, například pro venkovské kováře.
Města vybavená mílovým právem se svým vlivem snažila omezovat rozvoj sousedních sídel, a mohlo docházet až k vzájemným sporům. Doložené je působení města Mostu, jenž důsledně kontroloval menší sídla Kopisty, Jiřetín a Jezeří, která disponovala drobnými výjimkami z mosteckého mílového práva. Most také pravděpodobně vedl spor s Chomutovem, protože jejich mílová práva se překrývala.